# Anablepia pilosa
Anablepia pilosa är en insektsart som beskrevs av Boris Petrovich Uvarov 1953. Anablepia pilosa ingår i släktet Anablepia och familjen gräshoppor. Inga underarter finns listade i Catalogue of Life.